# Elenco delle persone graziate o a cui è stata concessa la clemenza dal presidente degli Stati Uniti

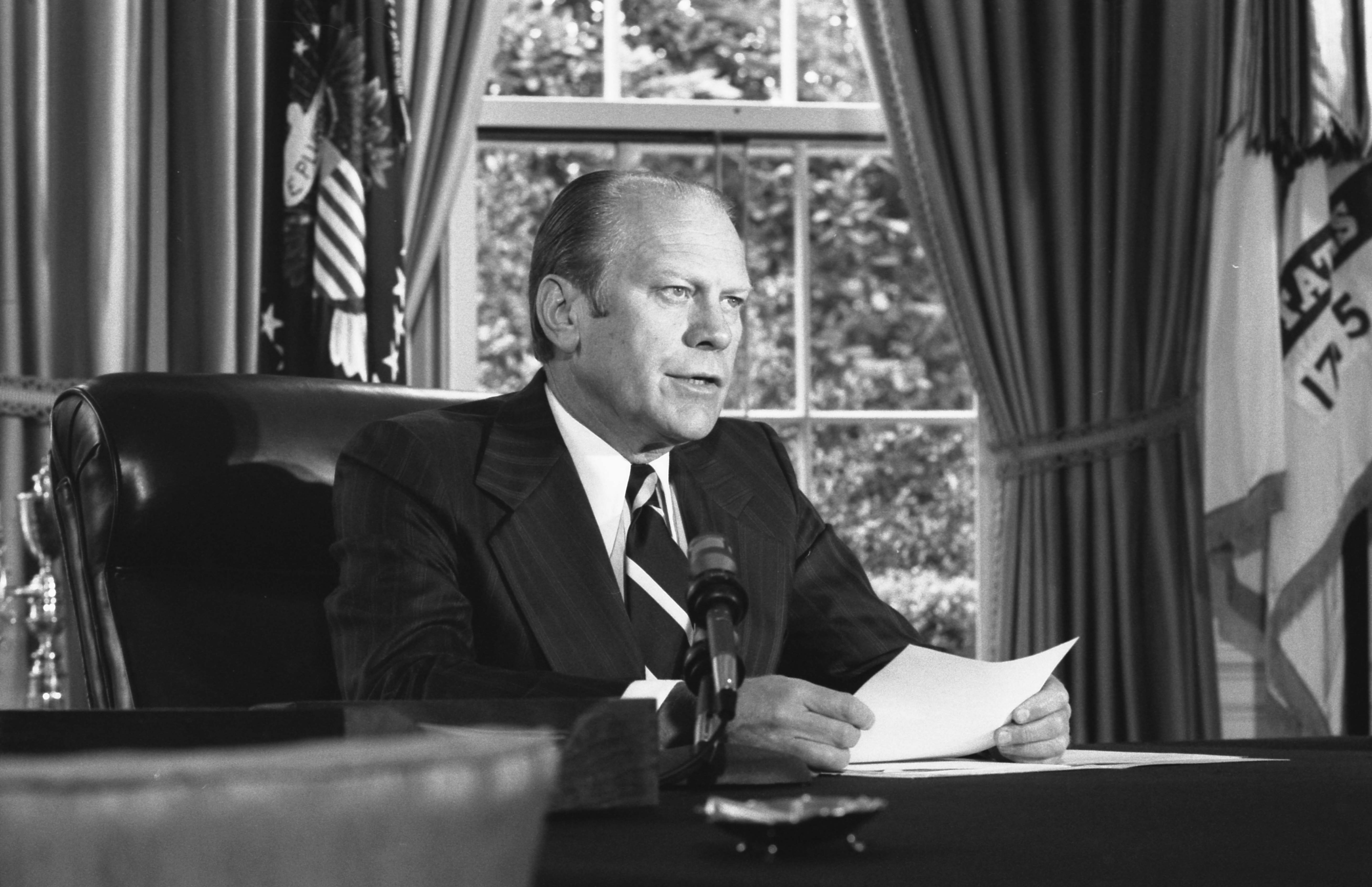
L'8 settembre 1974 il presidente Gerald Ford annuncia la sua decisione di concedere la grazie all'ex presidente Richard Nixon.

Questo è un parziale elenco delle persone graziate o a cui è stata concessa la clemenza dal presidente degli Stati Uniti . Il potere di concedere la grazia o una sospensione temporanea di una punizione è concesso al presidente dalla Costituzione, Articolo II, sezione 2, clausola 1 . Il presidente non può fermare un processo federale: "Il presidente ... avrà il potere di concedere sospensioni e grazie per reati contro gli Stati Uniti, eccetto nei casi di impeachment". 
Sebbene grazie concesse dal Presidente siano state contestate nelle corti e il potere di concederle contestato dal Congresso le corti non limitano i poteri del presidente, che può graziare un condannato, cancellando di fatto tutte le conseguenze legali. La grazia può essere data da quando viene commesso il reato ma anche alla fine della pena di un condannato. 
Le grazie concesse dai presidenti da George Washington fino al primo mandato di Grover Cleveland (1885-89) erano scritte a mano dal presidente. In seguito, i perdoni venivano scritti per il presidente dal suo personale che richiedeva solo la firma del presidente.  I verbali di questi atti presidenziali rimasero accessibili al pubblico fino al 1934. 

## Riepilogo
| Presidenti             | Grazie | Note                                                                     |
| ---------------------- | ------ | ------------------------------------------------------------------------ |
| George Washington      | 16     |                                                                          |
| John Adams             | 20     |                                                                          |
| Thomas Jefferson       | 119    |                                                                          |
| James Madison          | 196    |                                                                          |
| James Monroe           | 419    |                                                                          |
| John Quincy Adams      | 183    |                                                                          |
| Andrew Jackson         | 386    |                                                                          |
| Martin Van Buren       | 168    |                                                                          |
| William Henry Harrison | 0      |                                                                          |
| John Tyler             | 209    |                                                                          |
| James K. Polk          | 268    |                                                                          |
| Zachary Taylor         | 38     |                                                                          |
| Millard Fillmore       | 170    |                                                                          |
| Franklin Pierce        | 142    |                                                                          |
| James Buchanan         | 150    |                                                                          |
| Abraham Lincoln        | 343    |                                                                          |
| Andrew Johnson         | 654    | Escludendo migliaia ex-Confederati                                       |
| Ulysses S. Grant       | 1332   |                                                                          |
| Rutherford B. Hayes    | 893    |                                                                          |
| James A. Garfield      | 0      |                                                                          |
| Chester A. Arthur      | 337    |                                                                          |
| Grover Cleveland       | 1107   | Stima                                                                    |
| Benjamin Harrison      | 613    |                                                                          |
| William McKinley       | 918    | Stima                                                                    |
| Theodore Roosevelt     | 981    | Stima                                                                    |
| William Howard Taft    | 758    |                                                                          |
| Woodrow Wilson         | 2480   |                                                                          |
| Warren G. Harding      | 800    |                                                                          |
| Calvin Coolidge        | 1545   |                                                                          |
| Herbert Hoover         | 1385   |                                                                          |
| Franklin D. Roosevelt  | 3687   |                                                                          |
| Harry S. Truman        | 2044   |                                                                          |
| Dwight D. Eisenhower   | 1157   |                                                                          |
| John F. Kennedy        | 575    |                                                                          |
| Lyndon B. Johnson      | 1187   |                                                                          |
| Richard Nixon          | 926    |                                                                          |
| Gerald Ford            | 409    | Graziò Richard Nixon nel Settembre del 1974.                             |
| Jimmy Carter           | 566    | Esclude più di 200 000 graziati per aver escluso la leva per il Vietnam. |
| Ronald Reagan          | 406    |                                                                          |
| George H. W. Bush      | 77     |                                                                          |
| Bill Clinton           | 459    |                                                                          |
| George W. Bush         | 200    |                                                                          |
| Barack Obama           | 1927   |                                                                          |
| Donald Trump           | 237    |                                                                          |
| Joe Biden              | 26     | Esclude 6 500 persone graziate per possesso di marijuana.                |